# ナンスィ・ダルベア
ナンスィ・ダルベア（Nancy Dalberg 1881年7月6日 - 1949年9月28日）は、デンマークの作曲家。

## 生涯
ドレセルビェアに生まれた。フュン島で育ちピアノ演奏を学んだ。工業分野で成功していた彼女の父はデンマーク音楽アカデミーで学びたいという娘の希望を却下した。ダルベアは健康上の問題から腕に問題を抱え、結局作曲を行うようになる。ヨハン・スヴェンセン、フィニ・ヘンリクス、カール・ニールセンから個人的に作曲の指導を受けた。作品の大半は1914年から1935年に書かれており、数としては特段多いというわけではない。作品には約40曲の歌曲、管弦楽曲、室内楽曲がある。ダルベアが交響曲を作曲した初めてのデンマークの女性作曲家となった。交響曲の初演は評論家の賞賛に迎えられたが、彼女が女性であったことに驚きが認められ、ことによれば恩着せがましさも感じられるような調子であった。彼女は完全に自らの発想により創作していたが、その音楽にはスヴェンセンとニールセンから最も強い影響を受けていることが聞き取れる。
室内楽作品が最も注目を集め、3曲の弦楽四重奏曲のうちのひとつ、第2番 ト短調 作品14は多くのスカンジナビアのアンサンブルがレパートリーとし、1999年にはDacapoレーベルに録音が行われている。この作品のパート譜、総譜は2007年にエディション・シルバートラストから再版された。
音楽学者のヴィルヘルム・アルトマンはダルベアの弦楽四重奏曲第2番について次のように記している。

ナンスィ・ダルベアは自らの下の名を付さずにこの作品と出版しており、もし私が偶然に女性の作品だと知ることがなかったら、その音楽の厳粛さと持ち前の力強さも合わさって、私は語りかけてきているのが女性だと思うことはなかっただろう。彼女の作曲技法の熟練度は驚愕に値し、彼女は伝えるべき確たるものを持っているのである。
—Cobbett's Cyclopedic Survey of Chamber Music

フレゼレクスベアで生涯を終えた。